# 박인혁
박인혁(1995년 12월 29일 ~ )은 대한민국의 축구 선수이며 포지션은 공격수이다. 현재 광주 FC에서 활약하고 있다.

## 클럽 경력
2015년 6월 경희대학교를 중퇴하고 호펜하임에 입단하였으며, 입단 직후 2부 리그의 FSV 프랑크푸르트로 임대되었다. 같은 해 8월 7일 DFB-포칼 1라운드 경기에서 1군 데뷔전을 치렀다.
2018시즌을 앞두고 대전 시티즌에 입단하며 한국으로 돌아왔다. 2018년 3월 11일 열린 안산 그리너스 FC와의 경기에서 원톱으로 출장해 K리그 데뷔전을 치렀으며, 4월 29일 수원 FC전에서 K리그 데뷔골을 성공시켰다. 2018시즌 한해 33경기 7골 3어시스트를 기록하며 나쁘지 않은 모습을 보였고, 팀 내 국내 선수 중 가장 많은 골을 기록하였다.
2022시즌을 앞두고 전남 드래곤즈로 이적했다.

## 국가대표팀 경력
2016년 6월 대한민국에서 열린 U-23 4개국 친선대회 온두라스전에서 후반 93분 극적인 동점골을 기록하며 U-23 대표팀 데뷔골을 성공시켰다.